# Kỳ giông lửa Cận Đông
Kỳ giông lửa Cận Đông (danh pháp khoa học: Salamandra infraimmaculata) là một loài kỳ giông. Loài này được tìm thấy ở Iran, Iraq, Liban, Syria, Israel, Thổ Nhĩ Kỳ. Môi trường sinh sống của loài này là sông, suối, bụi cây khô nhiệt đới hoặc cận nhiệt đới. Chúng đang bị đe dọa mất môi trường sống.
Thức ăn của chúng là côn trùng, giun, giáp xác, ốc sên và thậm chỉ các con kỳ giông nhỏ của loài kỳ giông khác.

## Hình ảnh

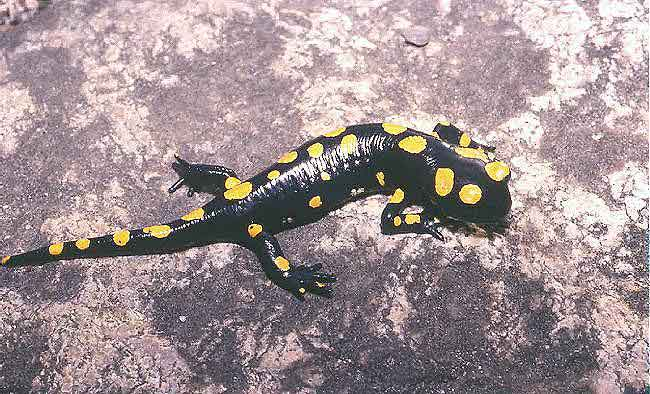
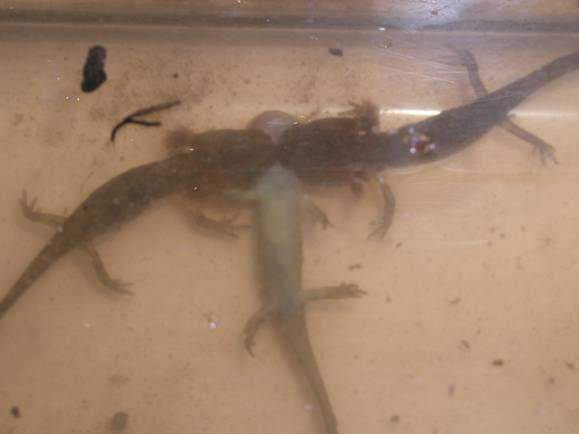
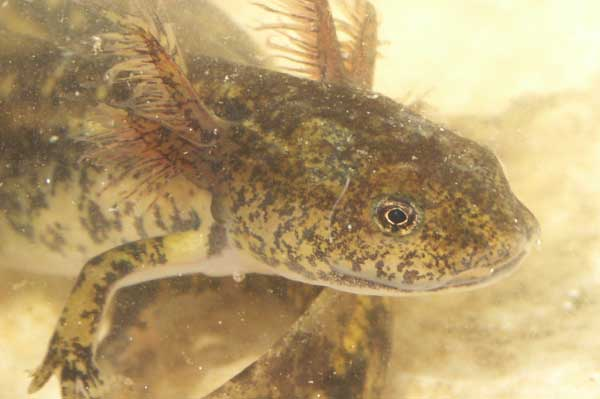
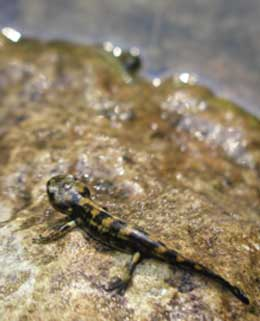